# Gortvakisfalud
Gortvakisfalud (szlovákul Gortva) község Szlovákiában, a Besztercebányai kerület Rimaszombati járásában.

## Fekvése
Rimaszombattól 10 km-re, délre fekszik.

## Története
A települést 1326-ban "Gurtuatu" néven említik először, de már a 13. században is létezett. 1383-ban "Kisfalud" alakban bukkan fel a neve. 1407-ben a Mikófalvy család, ezután különböző nemesi családok birtoka. A 16. században a török támadások miatt rövid időre elnéptelenedett, területe a várgedei uradalomhoz tartozott. A 18. században újratelepítették. 1828-ban 52 házában 430 lakos élt, akik mezőgazdasággal foglalkoztak. 1846-ban egy nagy tűzvészben csaknem az egész falu leégett.
Vályi András szerint: "KISFALUD. Falu Gömör Várm. földes Urai több Uraságok, lakosai katolikusok, és más félék, fekszik Várgedének szomszédságában, mellynek filiája, határjának földgye közép termékenységű, Rimaszombatban piatzozása közel."
Fényes Elek szerint: "Kisfalu, Gömör v., magyar f., 128 kath., 302 ref. lak. Ref. anyaszentegyház. Termékeny határ. Erdő. F. u. többen."
Gömör-Kishont vármegye monográfiája szerint: "Gortvakisfalud, gortvavölgyi magyar kisközség 102 házzal és 474 róm. kath. és ev. ref. vallású lakossal. Hajdan csak Kisfalud néven volt ismeretes. Legrégibb birtokosául 1407-ben a Mikófalvy családot ismerjük. Később a Lorántffyak lettek az urai és ezeknek a révén a Korláth, Balajthy, Bakos és Baloghy családok. Később a Pletrich családnak is volt, most pedig Adorján Lőrincznek van itt birtoka. Sztrakoniczky Rezsőnek régi úrilaka van itt, melyet 1836-ban Adorján Dávid építtetett. A községben csak református templom van, mely 1790-ben épült. Az egyházban több régi, a XVII. századból való szent-edényt őriznek. A község 1846-ban teljesen leégett. A faluhoz tartoznak Bácska, Csenyiz és Bizófalva puszták is, melyek közül az utóbbi még a XV. században község volt. Templomának csekély romjai még ma is látszanak. A községben van posta, és vasúti megállóhely, a távírója Feled."
A trianoni békeszerződésig Gömör-Kishont vármegye Feledi járásához tartozott. 1938 és 1944 között ismét Magyarország része. A község kitűnő mezőgazdasági adottságokkal rendelkezik.

## Népessége
| Év:            | 1994. | 2004.    | 2014.   | 2024.    |
| -------------- | ----- | -------- | ------- | -------- |
| Emberek száma: | 428   | 518      | 543     | 472      |
| Eltérés:       |       | +21,02 % | +4,82 % | -13,07 % |

| Év:            | 2023. | 2024.   |
| -------------- | ----- | ------- |
| Emberek száma: | 461   | 472     |
| Eltérés:       |       | +2,38 % |

1880-ban 423 lakosából 408 magyar és 3 szlovák anyanyelvű volt.
1890-ben 462 lakosából 459 magyar és 3 német anyanyelvű volt. Ebből 240 református, 183 római katolikus, 36 evangélikus és 3 izraelita vallású volt.
1900-ban 474 lakosából 470 magyar és 2 szlovák anyanyelvű volt.
1910-ben 411 lakosából 390 magyar és 20 szlovák anyanyelvű volt.
1921-ben 455 lakosából 411 magyar és 28 csehszlovák volt.
1930-ban 510 lakosából 318 magyar és 59 csehszlovák volt.
1941-ben 504 lakosából 285 magyar és 62 szlovák volt.
1970-ben 573 lakosából 367 magyar, 201 szlovák és 5 cseh volt.
1980-ban 614 lakosából 426 magyar és 185 szlovák volt.
1991-ben 473 lakosából 314 magyar és 125 szlovák volt.
2001-ben 493 lakosából 273 magyar és 142 szlovák volt.
2011-ben 528 lakosából 414 magyar, 84 szlovák, 4 cigány, 3 cseh, 1 ukrán, 1 egyéb és 21 ismeretlen nemzetiségű volt.
2021-ben 478 lakosából 337 (+10) magyar, 117 (+9) szlovák, 15 (+50) cigány, 7 egyéb és 2 ismeretlen nemzetiségű volt.

## Nevezetességei

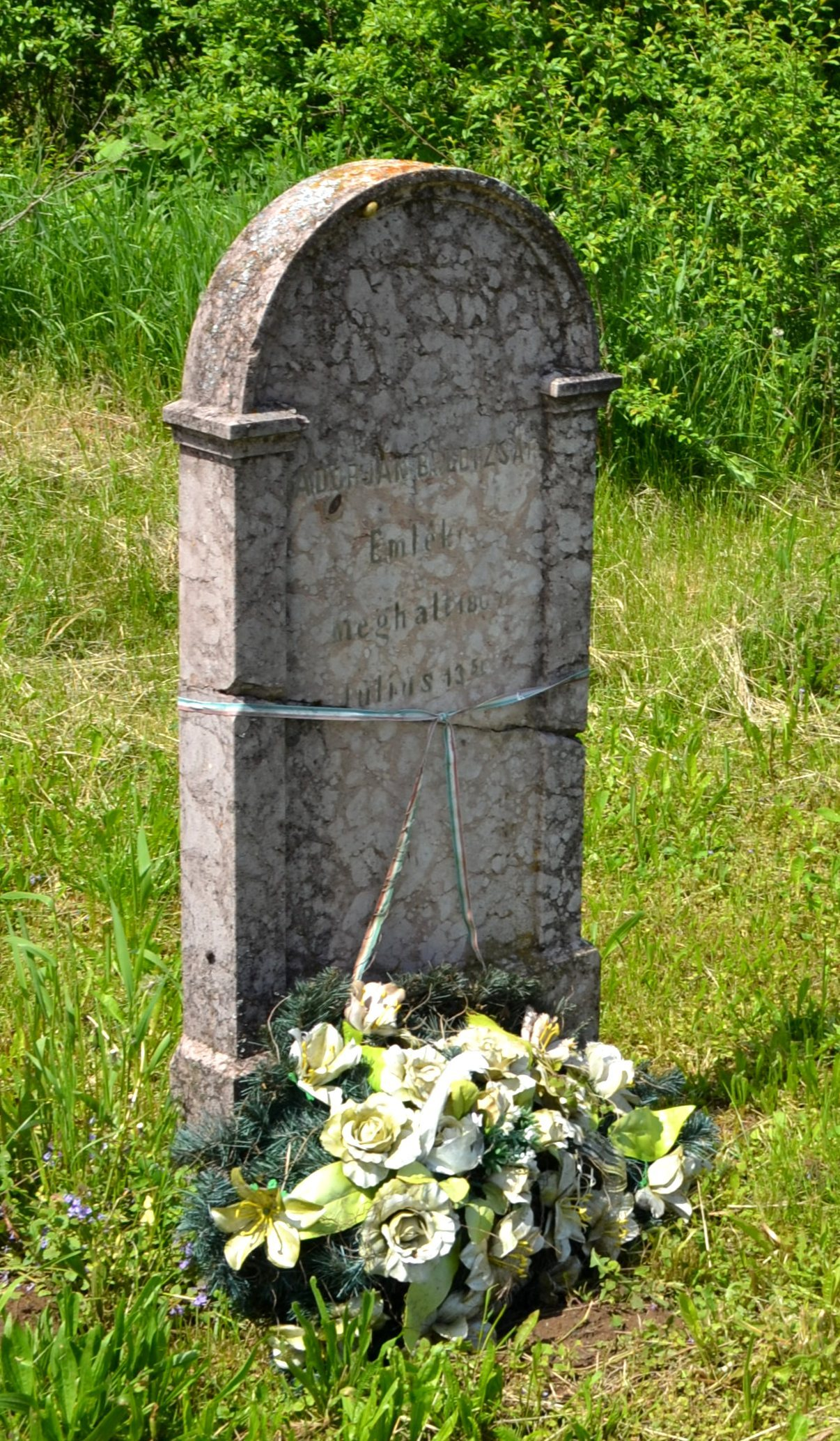
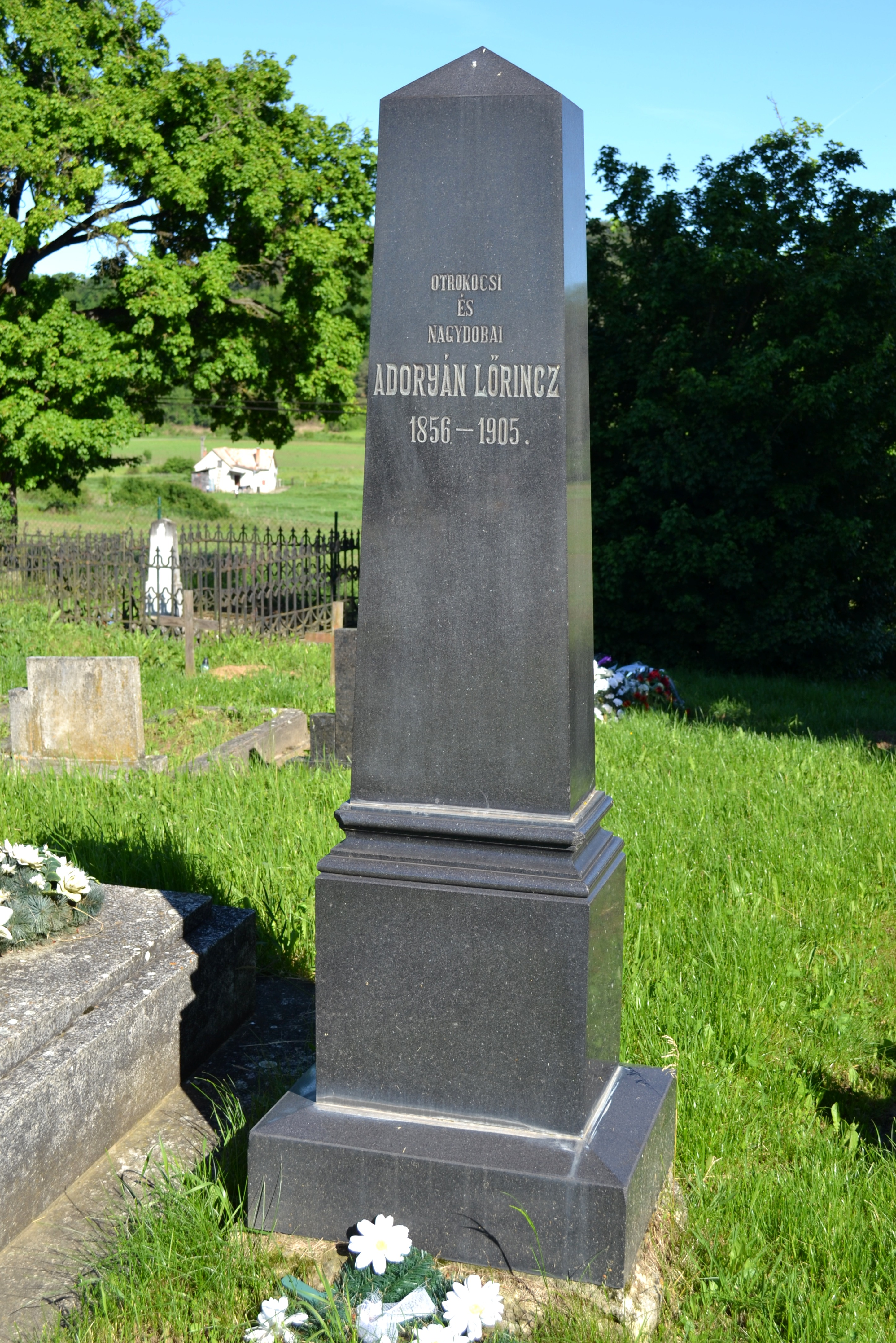
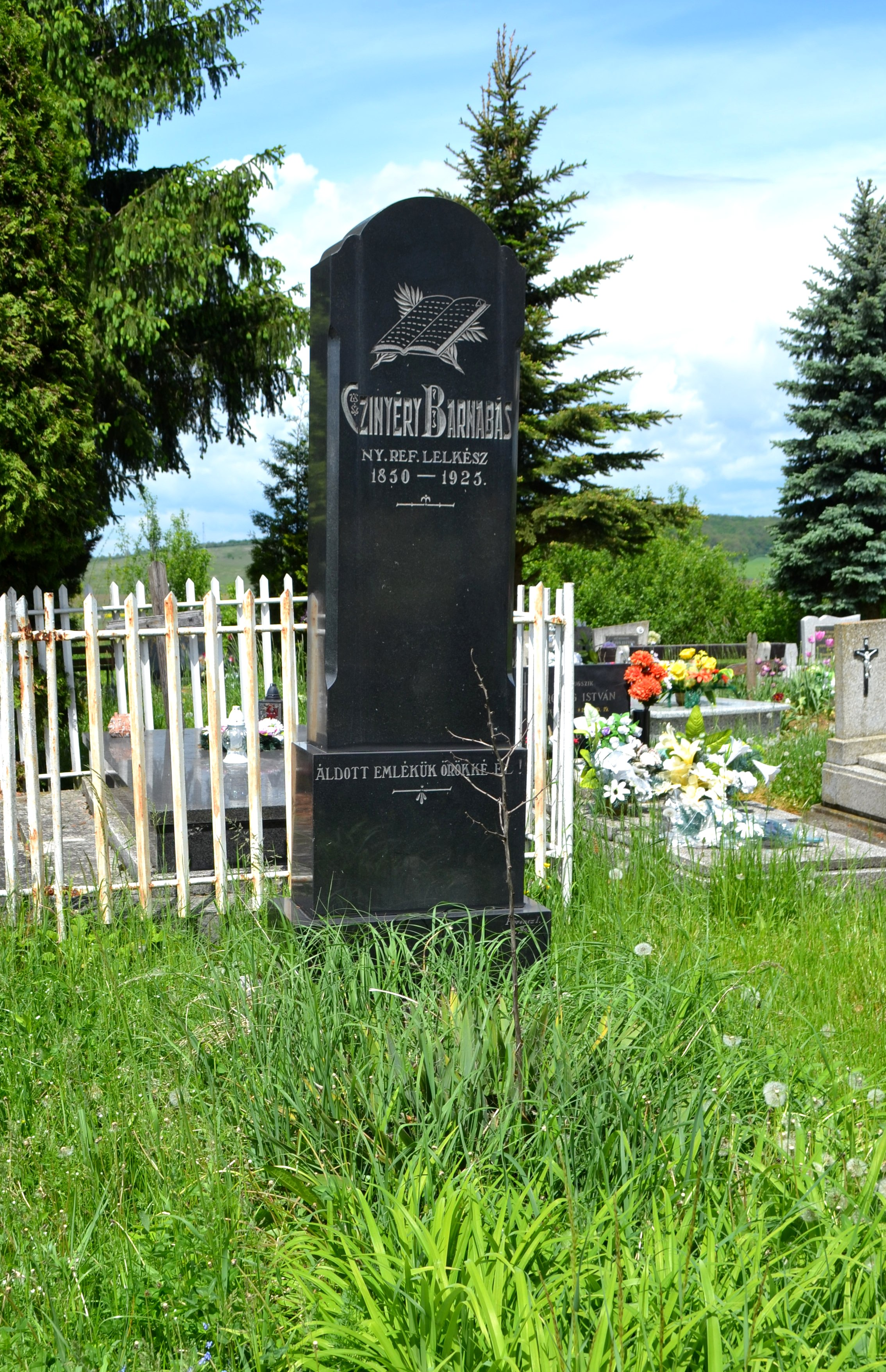

- Református temploma 1790-ben épült, 1911-ben neoklasszicista stílusban átépítették.
- 1836-ban épített klasszicista kúriája.

## Neves személyek
- Itt született 1820-ban Adorján Boldizsár író. Korának kedvelt novellistája volt, akit sok kiváló költőhöz – köztük Petőfihez – fűzött barátság. Petőfi 1845-ben meg is látogatta Gortvakisfaludon. Felesége Lemouton Emília is kiváló műfordító volt. Ő volt az első, aki hozzálátott Shakespeare drámáinak magyar fordításához. Mindketten itt hunytak el, Adorján 1867-ben, felesége pedig 1869-ben.
- Itt hunyt el 1869-ben Lemouton Emília író, műfordító.
- Itt nyugszik Frideczky Lajos politikus, 1848-ban Nógrád város képviselője az országgyűlésben. 1849-ben kormánybiztos, 1867-től a vármegye első alispánja, később a balassagyarmati törvényszék elnöke.
- Itt szolgált Bartók János református lelkész.

## Gortvakisfalud az irodalomban
- Gortva az egyik helyszíne Mikszáth Kálmán A gavallérok című novellájának.

## Külső hivatkozások
- Községinfó
- Gortvakisfalud Szlovákia térképén[halott link]
- Alapinformációk
- E-obce.sk Archiválva 2007. december 8-i dátummal a Wayback Machine-ben
- https://macse.hu/matrikula/Matrikula-2015-3.pdf Az adorján család - Dr. Barsi Béla